# Вольная борьба на летних Олимпийских играх 1956 — до 57 кг
Соревнования по вольной борьбе в рамках Олимпийских игр 1956 года в легчайшем весе (до 57 килограммов) прошли в Мельбурне с 28 ноября по 1 декабря 1956 года в «Royal Exhibition Building».
Турнир проводился по системе с начислением штрафных баллов. За чистую победу штрафные баллы не начислялись, за победу по очкам борец получал один штрафной балл, за поражение по очкам со счётом решения судей 2-1 два штрафных балла, со счётом решения судей 3-0 или чистое поражение — три штрафных балла. Борец, набравший пять штрафных баллов, из турнира выбывал. Трое оставшихся борцов выходили в финал, проводили встречи между собой. Схватка по регламенту турнира продолжалась 12 минут. Если в течение первых шести минут не было зафиксировано туше, то судьи могли определить борца, имеющего преимущество. Если преимущество никому не отдавалось, то назначалось четыре минуты борьбы в партере, при этом каждый из борцов находился внизу по две минуты (очередность определялась жребием). Если кому-то из борцов было отдано преимущество, то он имел право выбора следующих шести минут борьбы: либо в партере сверху, либо в стойке. Если по истечении четырёх минут не фиксировалась чистая победа, то оставшиеся две минуты борцы боролись в стойке.
В легчайшем весе боролись 14 участников. Фаворитом был чемпион мира 1954 года Мустафа Дагыстанли. В ходе турнира как такового финала не было: к концу предварительных встреч все трое финалистов между собой встретились: Дагыстанли победил в четвёртом круге  Мохаммада Мехди Ягуби, в пятом круге — Михаила Шахова. Ягуби и Шахов тоже уже встретились, ещё в первом круге, и победу одержал Ягуби. Соответственно и распределились призовые места.

## Призовые места
- Мустафа Дагыстанли (TUR)
- Мохаммад Мехди Ягуби (IRI)
- Михаил Шахов (URS)

## Первый круг
| Штрафных баллов | Участник 1                 | Результат   | Участник 2               | Штрафных баллов |
| --------------- | -------------------------- | ----------- | ------------------------ | --------------- |
| 1               | Мустафа Дагыстанли (TUR)   | 3-0         | Минору Иидзука (JPN)     | 3               |
| 1               | Тауно Яскари (FIN)         | 3-0         | Ли Оллен (USA)           | 3               |
| 1               | Адольфо Диаз (ARG)         | 3-0         | Омер Веркуртен (BEL)     | 3               |
| 1               | Фред Кёммерер (EUA)        | 3-0         | Тарашкешвар Пандей (IND) | 3               |
| 1               | Мохаммад Мехди Ягуби (IRI) | 3-0         | Михаил Шахов (URS)       | 3               |
| 1               | Дин Захур (PAK)            | 3-0         | Джеффри Джеймсон (AUS)   | 3               |
| 0               | Ли Санг Юн (KOR)           | Туше (3:50) | Эрнесто Рамель (PHI)     | 3               |

## Второй круг
| Штрафных баллов | Участник 1                 | Результат   | Участник 2             | Штрафных баллов |
| --------------- | -------------------------- | ----------- | ---------------------- | --------------- |
| 4               | Минору Иидзука (JPN)       | 3-0         | Тауно Яскари (FIN)¹    | 4               |
| 1               | Мустафа Дагыстанли (TUR)   | Туше (5:30) | Ли Оллен (USA)         | 6               |
| 2               | Фред Кёммерер (EUA)        | 3-0         | Адольфо Диаз (ARG)     | 4               |
| 4               | Тарашкешвар Пандей (IND)   | 3-0         | Омер Веркуртен (BEL)   | 6               |
| 1               | Мохаммад Мехди Ягуби (IRI) | Туше (6:30) | Джеффри Джеймсон (AUS) | 6               |
| 3               | Михаил Шахов (URS)         | Туше (3:30) | Эрнесто Рамель (PHI)   | 6               |
| 1               | Ли Санг Юн (KOR)           | 2-1         | Дин Захур (PAK)        | 3               |

¹ Снялся с соревнований

## Третий круг
| Штрафных баллов | Участник 1                 | Результат   | Участник 2               | Штрафных баллов |
| --------------- | -------------------------- | ----------- | ------------------------ | --------------- |
| 4               | Минору Иидзука (JPN)       | Туше (5:30) | Адольфо Диаз (ARG)       | 7               |
| 2               | Мустафа Дагыстанли (TUR)   | 3-0         | Фред Кёммерер (EUA)      | 5               |
| 1               | Мохаммад Мехди Ягуби (IRI) | Туше (2:36) | Тарашкешвар Пандей (IND) | 7               |
| 3               | Михаил Шахов (URS)         | Туше (6:00) | Дин Захур (PAK)          | 6               |
| 1               | Ли Санг Юн (KOR)           | Пропускал   |                          |                 |

## Четвёртый круг
| Штрафных баллов | Участник 1               | Результат | Участник 2                 | Штрафных баллов |
| --------------- | ------------------------ | --------- | -------------------------- | --------------- |
| 5               | Минору Иидзука (JPN)     | 3-0       | Ли Санг Юн (KOR)           | 4               |
| 3               | Мустафа Дагыстанли (TUR) | 2-1       | Мохаммад Мехди Ягуби (IRI) | 3               |
| 3               | Михаил Шахов (URS)       | Пропускал |                            |                 |

## Пятый круг
| Штрафных баллов | Участник 1                 | Результат | Участник 2         | Штрафных баллов |
| --------------- | -------------------------- | --------- | ------------------ | --------------- |
| 4               | Мустафа Дагыстанли (TUR)   | 3-0       | Михаил Шахов (URS) | 6               |
| 4               | Мохаммад Мехди Ягуби (IRI) | 3-0       | Ли Санг Юн (KOR)   | 7               |